# Александре Цагарели
Александре Цагарели (на грузински: ალექსანდრე ცაგარელი) е грузински езиковед, работил през голяма част от живота си в Русия.
Роден е на 9 декември (27 ноември стар стил) 1844 година в Каспи, Тифлиска губерния, в семейството на свещеник. Учи филология в Санктпетербургския, Мюнхенския и Тюбингенския университет и се дипломира през 1871 година във Виенския университет. От 1871 до 1916 година преподава в Санктпетербургския университет, а след това в Тбилиския университет. Работи главно в областта на кавказките езици.
Александре Цагарели умира на 12 ноември 1929 година в Тифлис.